# Neu-Eibenberg
Neu-Eibenberg (auch Neueibenberg) ist eine Siedlung in der Gemeinde Burkhardtsdorf im sächsischen Erzgebirgskreis. Neu-Eibenberg wurde mit Eibenberg im Jahr 1935 nach Kemtau eingemeindet, mit dem die Siedlung am 1. Januar 1999 zur Gemeinde Burkhardtsdorf kam. 

## Geographie

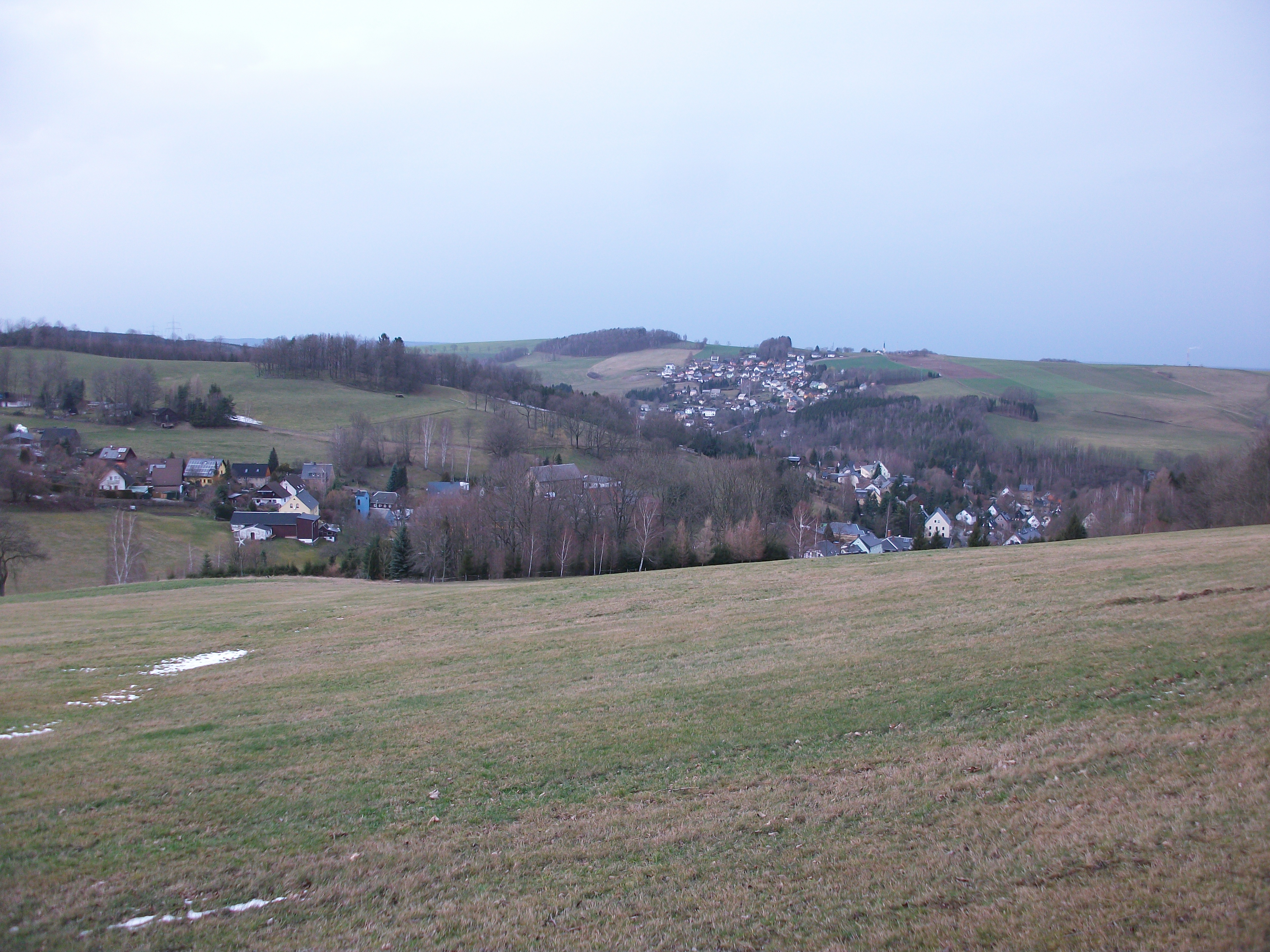
Blick auf Kemtau und Neu-Eibenberg

### Geographische Lage und Verkehr
Der Ort liegt südlich von Eibenberg, nordwestlich von Kemtau und nordöstlich von Burkhardtsdorf an einem Talhang am Nordufer der Zwönitz. Südlich von Neu-Eibenberg fließt der Wurzelbach in die Zwönitz. Am südlichen Ortsrand von Neu-Eibenberg befindet sich im Tal der Zwönitz der Haltepunkt Kemtau, welcher an der Bahnstrecke Chemnitz–Adorf liegt und von Zügen der City-Bahn Chemnitz bedient wird. Die Bundesstraße 180 verläuft ebenfalls im Tal der Zwönitz. Auch sie tangiert den südlichen Teil von Neu-Eibenberg.

### Nachbarorte
|                | Eibenberg                                   | Einsiedel   |
| Klaffenbach    | Kompassrose, die auf Nachbargemeinden zeigt | Dittersdorf |
| Burkhardtsdorf | Kemtau                                      |             |

## Geschichte

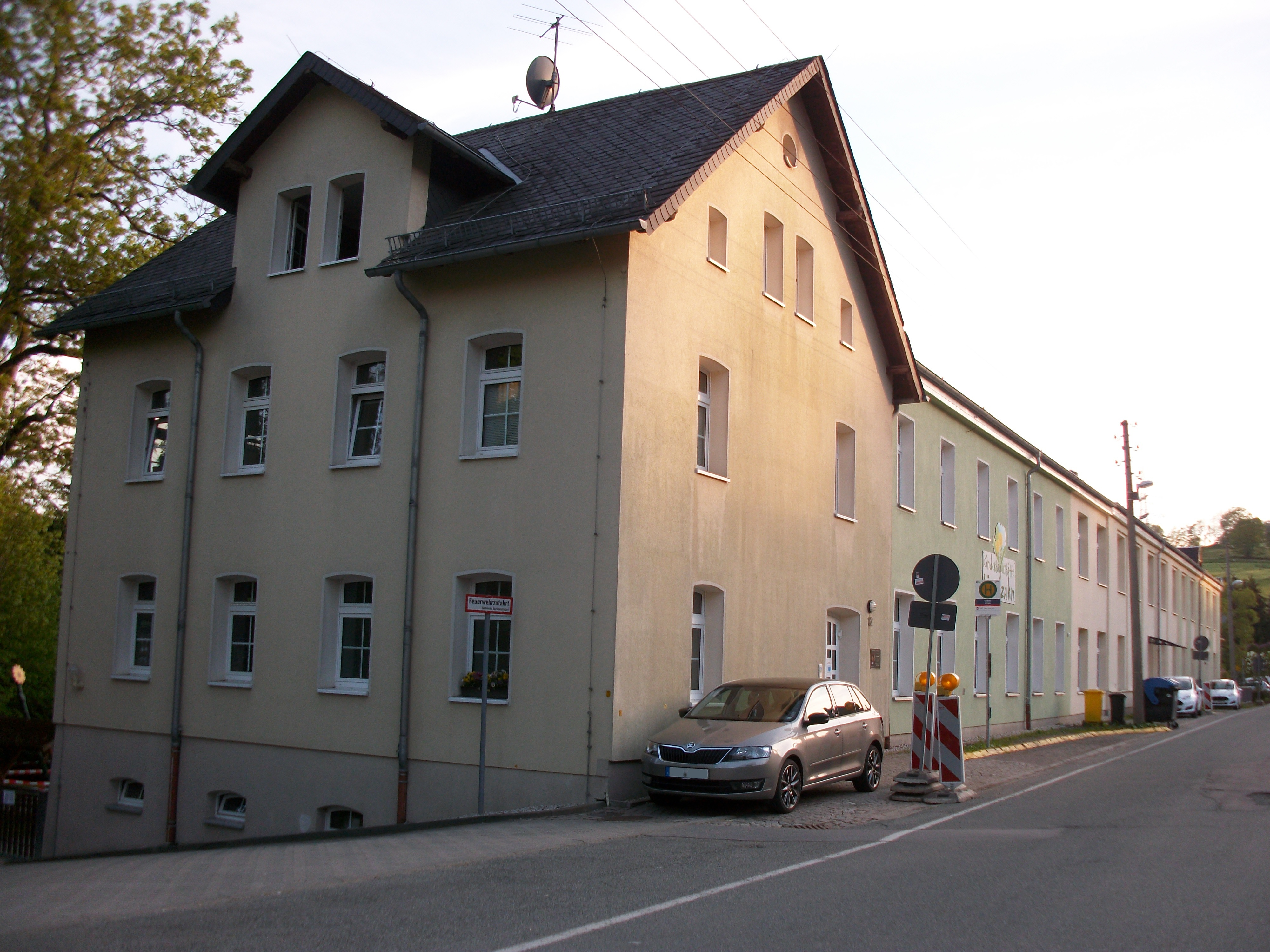
Gemeinschaftszentrum Kemtau (Alte Schule) in Neu-Eibenberg

Die erste urkundliche Erwähnung von Eibenberg datiert von 1539/40 als Meidenbergk. Der Siedlungsteil Neueibenberg, der „Anbau“ zu Eibenberg, entstand erst 1840 südlich von Eibenberg am Talhang der Zwönitz. Bezüglich der Grundherrschaft stand Eibenberg mit der dazugehörigen Siedlung Neu-Eibenberg vor 1852 unter dem Stadtgericht Ehrenfriedersdorf. Beide Orte lagen bis 1856 im kursächsischen bzw. königlich-sächsischen Amt Wolkenstein. Nach dem Ende der sächsischen Ämterverfassung 1856 lagen Eibenberg und Neu-Eibenberg im Zuständigkeitsbereich des Gerichtsamts Chemnitz und ab 1875 der Amtshauptmannschaft Chemnitz. Seit der Weihe der Eibenberger Kirche am 14. Oktober 1901. waren auch die Einwohner Neu-Eibenbergs in diese Kirche gepfarrt. Mit Eröffnung der Station Eibenberg-Kemtau am 1. Mai 1905 am Südrand von Neu-Eibenberg erhielt der Ort Eisenbahnschluss an der Bahnstrecke Chemnitz–Adorf. Am 8. Oktober 1939 erfolgte die Umbenennung der Station in Kemtau.
1935 wurde Neu-Eibenberg als Teil von Eibenberg nach Kemtau eingemeindet. Durch die zweite Kreisreform in der DDR kam die Gemeinde Kemtau mit Eibenberg und Neu-Eibenberg im Jahr 1952 zum Kreis Chemnitz-Land im Bezirk Chemnitz (1953 in Kreis Karl-Marx-Stadt-Land und Bezirk Karl-Marx-Stadt umbenannt), der ab 1990 als sächsischer Landkreis Chemnitz fortgeführt wurde. Bei der Auflösung des Landkreises Chemnitz kam die Gemeinde Kemtau mit Eibenberg und Neu-Eibenberg im Jahr 1994 zum Landkreis Stollberg, der 2008 im Erzgebirgskreis aufging. Zum 1. Januar 1999 wurde aus den bis dahin eigenständigen Gemeinden Burkhardtsdorf, Kemtau und Meinersdorf die Gemeinde Burkhardtsdorf neugebildet. Neu-Eibenberg wurde zum 1. Oktober 2003 als Gemeindeteil von Burkhardtsdorf gestrichen.